# ارباب حلقه‌ها آنلاین: معادن موریا
ارباب حلقه‌ها آنلاین: معادن موریا (به انگلیسی: The Lord of the Rings Online: Mines of Moria) یک بازی رایانه‌ای منتشر نشده توسط شرکت وارنر بروس اینتراکتیو اینترتینمنت است. این بازی در تاریخ ۱۸ نوامبر ۲۰۰۸ عرضه شده است و سازنده آن هداسترانگ گیمز است.

## داستان
جلد دوم: معادن موریا
کتاب اول - دیوارهای موریا  
پس از عبور یاران حلقه، گروهی از دورف‌های گارسیون آهنی به فرماندهی بوسی و بروگر (پسران بیفور و بوفور) که توسط شاه داین آهنی‌پا اعزام شده‌اند، شروع به حفاری دروازه هولین می‌کنند. هنگام پاکسازی آخرین سنگ‌ها، "نگهبان آب" به دورف‌ها حمله کرده و بروین، پسر بروگر را می‌رباید. دورف‌ها پس از تجدید قوا، با اسلحه‌های باستانی کشف‌شده مسلح شده و در نبردی دیگر، نگهبان را از حوضچه سیاه بیرون رانده و وارد موریا می‌شوند.
کتاب دوم - طنین‌های تاریکی  
دورف‌ها با استقرار در موریا، به جستجوی دانش و آثار گذشتگان خود می‌پردازند. افسانه‌ای از یک آهنگر دورف حکایت می‌کند که تبری از جنس میثریل ساخته بود. کوره‌ای به نام "قلب آتش" کشف می‌شود، اما تبر زیگیلبرک پیدا نمی‌شود. بروگر با انگیزه یافتن این کوره باستانی، به اکتشافات خود ادامه می‌دهد.
کتاب سوم - ارباب موریا  
بروگر در تالار بیست‌ویکم مقر فرماندهی ایجاد می‌کند، اما متوجه حضور نیروهای دست سفید می‌شود. بوری، پسر بوسی، با حمله به اردوگاه دست سفید و شکست فرمانده آن، نام مازوگ پسر بولگ (ارباب موریا) را می‌شنود. این خبر بوسی را نگران می‌کند، چون کتاب مازاربول نشان می‌دهد مازوگ مسئول نابودی گروه بالین بوده است.
کتاب چهارم - آتش و آب  
اورک‌ها و دورف‌ها برای جنگ آماده می‌شوند. بوری با مطالعه کتاب مازاربول، ردپای اویین را که به دنبال زیگیلبرک بوده، پیدا می‌کند. او و بازیکن با دنبال کردن این ردپا به خزانه‌ای غرق‌شده می‌رسند که در آنجا نه تنها زیگیلبرک، بلکه بروین زخمی و نگهبان آب را پیدا می‌کنند. پس از راندن نگهبان، دورف‌ها پیروزمندانه بازمی‌گردند.
کتاب پنجم - طبل‌های اعماق  
معلوم می‌شود مازوگ با دول گولدور متحد شده است. بوری برای شکست نهایی او نقشه می‌کشد، اما گوروتول (خدمتکار سائورون) نقشه او را خراب کرده و بوری به همراه زیگیلبرک اسیر می‌شود. بوسی امید خود را از دست داده و مسئولیت دفاع در برابر حمله مازوگ را به بازیکن می‌سپارد.
کتاب ششم - پرتگاه سایه‌ها  
بوسی از الف‌های لوتلورین کمک می‌خواهد. گروهی از الف‌ها به پایین‌ترین نقاط موریا می‌روند. بازیکن باید ردپای گاندالف را پس از سقوط از پل خازاد-دوم پیدا کند. او و الفی به نام ماگور موجود بی‌نامی را در اعماق موریا شکست می‌دهند. گالادریل پس از شنیدن این خبر، بازیکن را به کاراس گالادون فرا می‌خواند.
کتاب هفتم - برگ‌های لورین  
بوسی نزد سلبورن و گالادریل می‌رود و نیروهای گالادهریم برای کمک به دورف‌ها اعزام می‌شوند. گذرگاه مخفی‌ای به مقر مازوگ کشف شده و با همکاری الف‌ها و دورف‌ها، مازوگ اسیر می‌شود. بوری قبلاً به دول گولدور فرستاده شده بود. سلبورن با بازیکن دیدار کرده و با بخشیدن جان مازوگ مخالفت می‌کند.
کتاب هشتم - بلای خازاد-دوم  
مازوگ فاش می‌کند که علاقه‌ای به پادشاهی موریا ندارد، چون موریا به زودی حتی برای اورک‌ها هم مناسب نخواهد بود. او به ظهور موجودات بی‌نام از اعماق موریا اشاره دارد که هم الف‌ها و هم دورف‌ها را نگران کرده است. بازیکن آثار جادویی جذب‌کننده این موجودات را که توسط گوروتول گذاشته شده، نابود می‌کند.

پایان جلد حماسی دوم در محتوای الحاقی "محاصره میرکوود" اتفاق می‌افتد.